# Martinsrieth
Martinsrieth is een ortsteil van de Duitse gemeente Wallhausen in de deelstaat Saksen-Anhalt. Martinsrieth was tot 1 juli 2009 een zelfstandige gemeente in de Landkreis Stendal.